# Kaute
Kaute ist eine altdeutsche Bezeichnung für Vertiefung oder Mulde. Der Begriff ist noch in vielen Berg- (z. B. Fuchskaute), Orts- (z. B. Wolfskaute) oder Straßennamen (z. B. Im Käutchen) erhalten. Mit dem Wort wird im Osten Mitteldeutschlands eine kesselförmige Bodensenke beschrieben. In der Bayerischen und Hessischen Rhön sagt man z. B. noch „Kaute“, in der Thüringischen Rhön dagegen „Kutte“.
In anderen Gegenden bezeichnet man dieselbe Bodenformation auch als Kuhle, Käute, Kaule oder (im Oberbayrischen) als Gunkel. 
Oft sind Kauten als Folge des Abbaus von Ton, Sand, Lehm oder durch den Abbau von Bodenschätzen entstanden.
Die Löcher zum Wässern des Flachses wurden in der Rhön als „Flachskaute“ bezeichnet, die Mistgrube ist die „Miesdkaute“.